# بوواضيل (بوواضيل)
بوواضيل هو دُوَّار يقع بجماعة سيدي يحيى أو يوسف، إقليم ميدلت، جهة درعة تافيلالت في المملكة المغربية. ينتمي الدوّار لمشيخة بوواضيل التي تضم 5 دواوير. يقدر عدد سكانه بـ 410 نسمة حسب الإحصاء الرسمي للسكان والسكنى لسنة 2004.

## روابط خارجية
- البوابة الوطنية للجماعات الترابية نسخة محفوظة 12 مارس 2018 على موقع واي باك مشين.
- المندوبية السامية للتخطيط